# Religion nordique ancienne

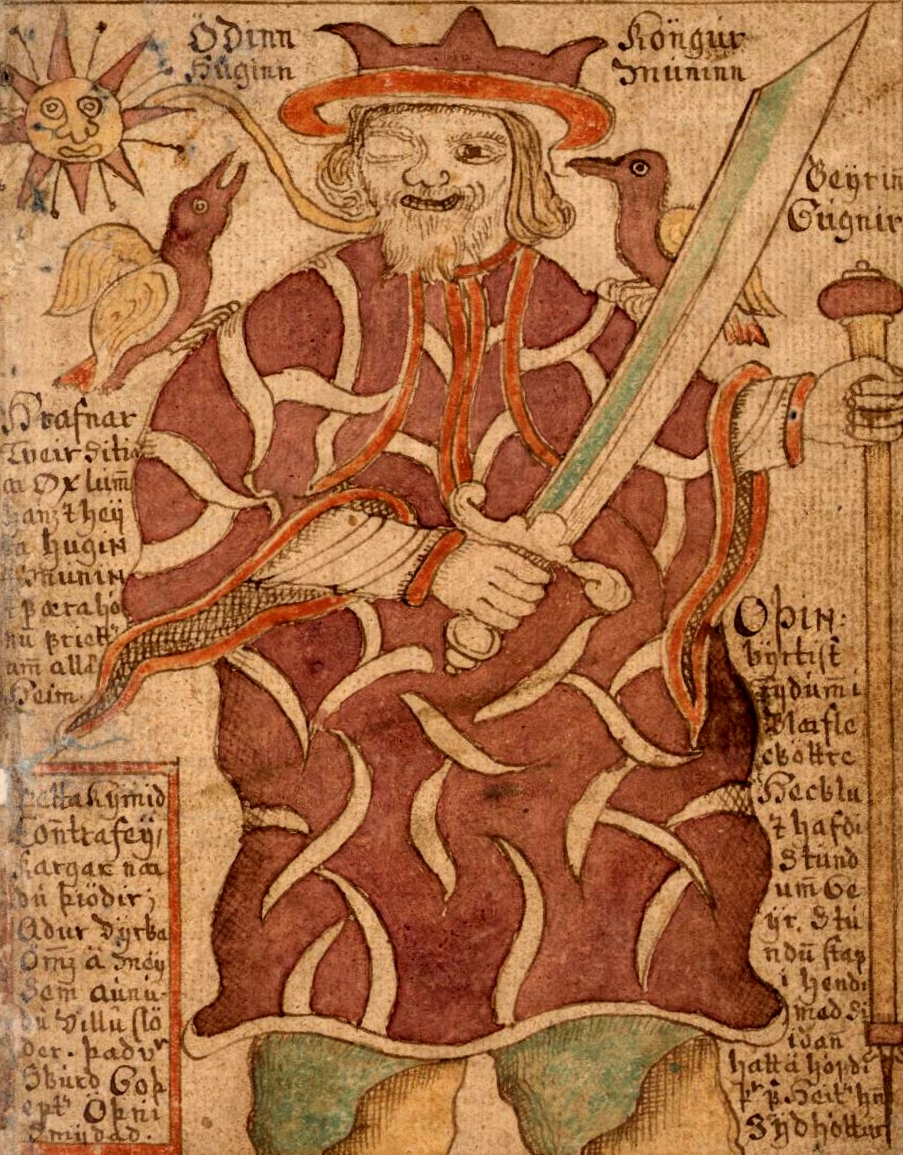
Odin avec Hugin et Munin.

La religion nordique ancienne (ou paganisme nordique) recouvre l’ensemble des croyances et des pratiques religieuses des peuples scandinaves, des origines à l'âge du bronze, jusqu’à l'âge des Vikings qui s'achève par la christianisation autour de l'an 1000. Faisant partie de la mythologie germanique plus large, ces croyances, qui donnent naissance à la mythologie nordique, sont sans prêtres, ni dogmes, ni lieux de cultes,.
« La religion des anciens Scandinaves n'est pas révélée mais vise à participer à la vie des Dieux en ce monde et dans l'autre, la frontière entre les deux étant très floue et souvent quasiment inexistante. [...Elle] ne connaissait pas de doctrine, mais consistait en une attitude et surtout en un certain nombre d'actes signifiants qu'on peut appeler rites. Le rite est l'essentiel de la religion nordique ancienne. ». Elle a donné naissance à un ensemble de mythes relatés notamment dans les Eddas, la mythologie scandinave.
Un statut particulier était accordé par ces peuples à la nature, à la femme, mais aussi à certains animaux, comme l’ours, le cheval, le sanglier et le corbeau, qui se voyaient attribuer des pouvoirs fabuleux et possédaient une place importante dans les rituels et les traditions. 

## Terminologie
Les Scandinaves ne donnaient pas de nom à leur culte avant l’arrivée du christianisme. À la suite de l’arrivée des missionnaires chrétiens en Scandinavie tels qu’Anschaire de Brême vers 829 et le roi  Harald Ier de Danemark qui réussit à imposer le christianisme dans son pays vers 960, les textes médiévaux de Scandinavie mentionnèrent le terme forn siðr pour désigner la religion originelle de ces peuples. L’expression signifie littéralement « ancienne coutume, ancienne pratique » en vieux norrois.
Leur langue ne dispose pas de vocable pour « religion », le mot approchant serait « seydr, sejdr ou sidr » : coutume, ensemble de pratiques, magie, médecine... activités principalement féminines. Leurs croyances ne possèdent aucun credo, pas de prières à proprement parler, « pas de prêtres, ni ordre religieux, ni temples, point de délire imaginatif ou de longues méditations rêveuses », ni foi, ni dogmes.

### Sources archéologiques

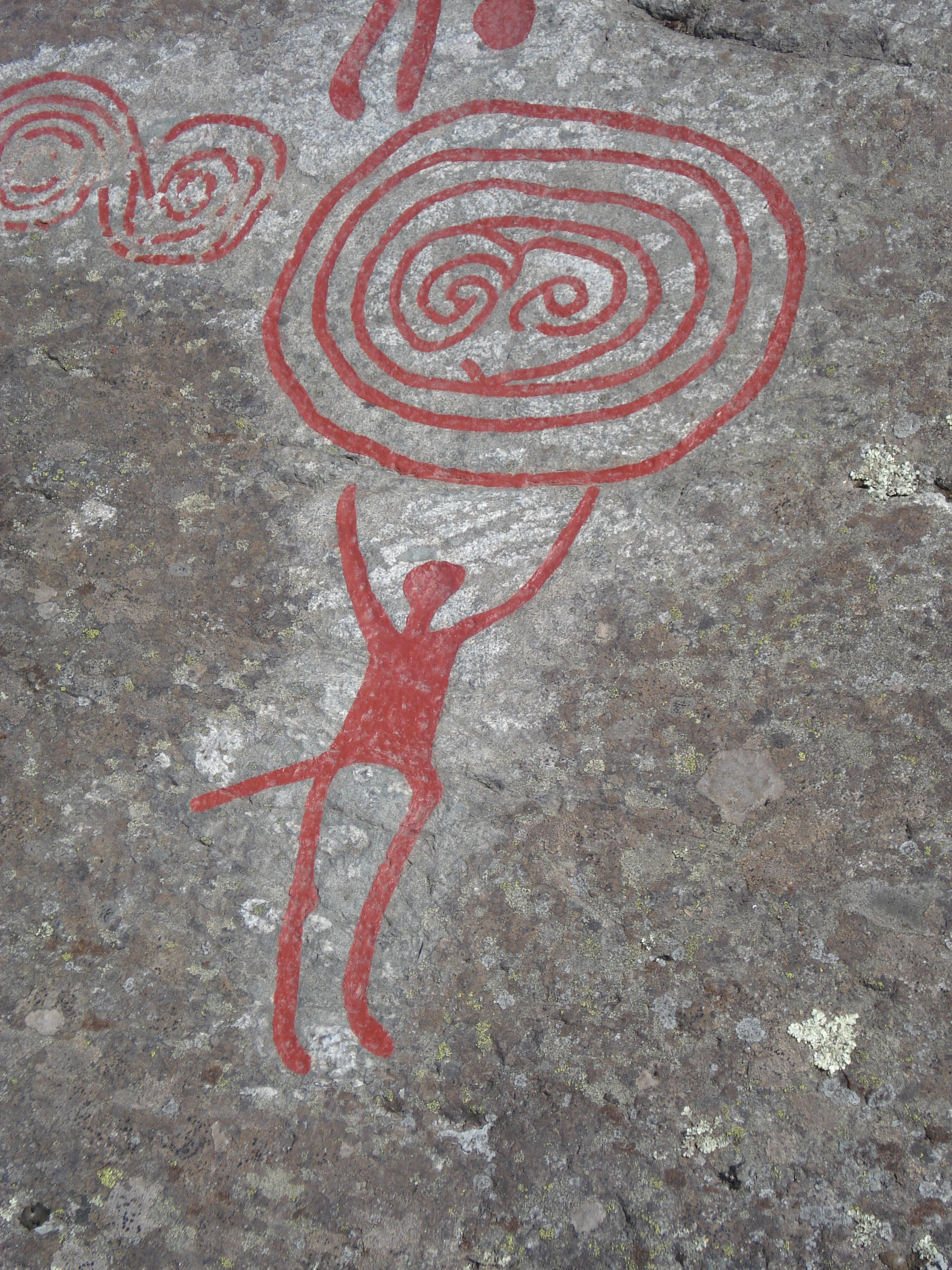
Pétroglyphe de Norrköpings.

#### Âge du Bronze

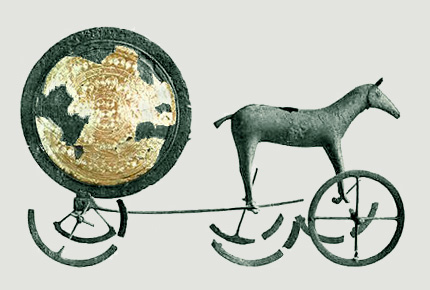
Le char solaire de Trundholm, daté du premier âge du bronze soit aux alentours de -1400

### Sources toponymiques

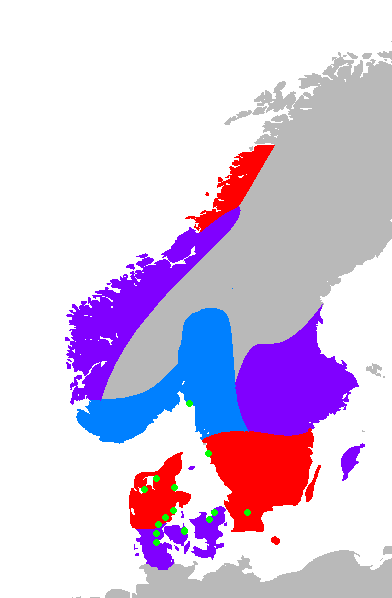
Carte montrant les différences régionales de culte en Scandinavie vers 900, déterminées par les noms de lieu et les données archéologiques. En bleu, les régions dominées par le culte des Vanes ; en rouge, celles où prédominent Thor, Odin et les autres Ases ; en violet, les zones de coexistence ; les points verts sont les noms de lieu dérivés d’Odin - d’après Erik Christiansen, The Norsemen in the Viking Age, Blackwell, 2002.

## Les sources

### Sources littéraires

#### Sources antiques
« Ils (Germains du nord) n’ont ni druides qui président au culte des dieux, ni aucun goût pour les sacrifices, ils ne rangent au nombre des dieux que ceux qu’ils voient et dont ils ressentent manifestement les bienfaits, le soleil, le feu, la lune. Ils n’ont même pas entendu parler des autres »

— César, De Bello Gallico, VI, 21

« Ils répugnaient à présenter leurs Dieux sous formes humaines, qui leur semblent peu convenables à la grandeur des habitants du ciel, ils leur consacrent les bois, les bocages et donnent le nom de Dieux (et Landvaettir) à cette réalité mystérieuse que leur seule piété leur fait voir » « Aucun de ces peuples ne se distingue des autres par rien de notable, sinon qu’ils ont un culte commun pour Nerthus c’est-à-dire la Terre Mère, croient qu’elle intervient dans les affaires des hommes et circule parmi les peuples » »

— Tacite, Germania, IX, 3

#### Influences chrétiennes
Les textes constituant la mythologie nordique ont été rédigés par des clercs ou des hommes issus d’une formation cléricale. La question de l'interpretatio christiana est souvent débattue pour savoir à quel point ils ont réinventé la mentalité des Vikings deux ou trois siècles après leur disparition. Ainsi, selon Régis Boyer, « l’Église apportait dans ses bagages toute une magie biblique ou orientale fatidique que l’on attribua à tort aux Vikings » et « tous les documents islandais anciens sont écrits sur palimpsestes, il faut gratter l’apport continental chrétien pour tenter de retrouver l’authenticité scandinave (et germanique) ancienne ». Il propose d’essayer de reconstituer la mentalité viking plutôt que de prendre à la lettre des récits souvent trop complaisants ou adaptés de sources latines. Pour Hilda Ellis Davidson, « nous avons affaire à un monde mythique artificiel, bien éloigné de la foi vivante de l’ère païenne »,,,,,. Einar Ólafur Sveinsson, spécialiste islandais et son école, disent (en parlant de tous les textes) que : « la littérature ancienne de son pays est mi ecclésiastique, mi séculière ». Régis Boyer constate qu’« on ne voit pas comment le contredire ».
Cependant, « l'essentiel de ce que nous connaissons par les Eddas se trouve déjà gravé dans la pierre, au minimum plus d'un millénaire et demi à l'avance. Dans ces conditions, les tentatives d'interprétation de la mythologie nordique par des collusions avec les courants de pensée orientale ou chrétienne à l'époque historique s'effondrent d'elles-mêmes, ce qui, bien entendu, n'exclut pas les interpolations », et pour François-Xavier Dillmann, à propos de l'Edda de Snorri Sturluson : « ...La mise en évidence d'indéniables influences bibliques dans l'un ou l'autre chapitre de la Gylfaginning n'a que trop fréquemment été utilisée pour tenter de jeter le discrédit sur toute l'entreprise de Snorri. Force est néanmoins de constater que, même s'il vivait dans un pays évangélisé depuis environ deux siècles et s'il avait reçu à Oddi une éducation fortement teintée de dogmatisme chrétien, Snorri montrait une profonde inclination pour la mythologie ancestrale. [...] S'il serait certainement abusif d'en faire un propagandiste païen en pleine époque chrétienne, il ne nous semble pas douteux qu'il ait chéri ces belles histoires qui assuraient la pérennité de la poésie scaldique, ces vieux mythes dans lesquels s'exprimait le génie de sa nation. ».
De là viennent sans doute les analogies des Nornes avec les Parques, des Valkyries avec Apsaras, de Tyr avec Mars, d’Odin avec Mercure, de Loki avec Lug, ou encore de Fjorgyn avec Perkun. Les Nornes et leur destin immuable sont vues comme une invention chrétienne associant Urd (le nom d’une source), Skuld (le nom d’une Valkyrie), et Verdandi (seule la Voluspa cite ce nom). Pour Jean Renaud, « Urd était probablement la plus authentique des trois, à laquelle on aurait associé par la suite les deux autres ». Bon nombre des êtres surnaturels de la mythologie nordique sont adoptés sur le tard lors de la christianisation, et certains sont apportés par l’Église. On les soupçonne de suivre quelques grands modèles célèbres dans tout le Moyen Âge, comme Isidore de Séville ou tout simplement la Bible.
L’Islande devenue chrétienne, l’Église ne badine pas plus là qu’ailleurs sur la stricte observance de ses lois. Seules certaines pierres à inscriptions runiques auraient échappé à la destruction car elles comportaient des signes religieux chrétiens comme les pierres de Jelling, où des inscriptions neutres. La rédaction deux siècles après l’âge viking, donne latitude à l’Église d’entreprendre un travail patient et opiniâtre d’éradication, bien connu d’autre part. Elle s’efforçait de dévaluer les croyances et pratiques menaçant la doctrine chrétienne, les dieux passant à l’état de diables, ou subtilement se retrouvant ridiculisés. (Harbardsljod ou la Lokasenna). Ou encore les dieux n'étant plus que de simples humains divinisés, qui périssent lors du combat final (Voluspa, ragnarök…) Régis Boyer,.

## Le panthéon nordique

### Déesse mère
Régis Boyer met en exergue une croyance ancestrale en une grande déesse mère de la création et de la vie, en harmonie avec les forces et les éléments naturels qui régissent l’univers, et à qui il a été donné par la suite une représentation anthropomorphe. 
À l’origine « les pères des Vikings » croyaient en une Déesse Mère et aux grandes forces naturelles que sont le soleil, l’eau, la terre, l’air, le feu et la vie, qu’ils ont représentés plus tard par la création d’un panthéon qui compte notamment Odin (Yggr, le redoutable), Odr (fureur) Thor (tonnerre), Jord (terre), Frigg, Freyja (femme), Fjörgyn (il/elle, qui favorise la vie), Sól (le soleil), Máni (la lune), Baldr et Freyr, (seigneur), Surtr (noir du feu), Mímir (mémoire), Bragi (parangon), Logi/Loki (flamme)... et le grand arbre Yggdrasill. Les Landvaettir sont les esprits tutélaires des lieux naturels tels que les collines, arbres, cascades, pierres… La tête de monstre sculptée sur la proue des bateaux vikings était faite à leur intention, afin d’épouvanter les Landvaettir des pays à investir. Il convenait de l’enlever avant d’arriver en pays ami. La Grande Déesse Mère constitue un point capital dans les croyances des anciens Scandinaves et Germains.

## Rites

### Leblót
La pratique cultuelle essentielle était le blót (vénération), qui pouvait aussi avoir le sens de (sacrifice) ou blótveizla (banquet sacrificiel), dont le but était de renforcer la divinité en nouant un lien entre elle et les participants ; il suivait quatre étapes :
- des sacrifices d'animaux (mais qui ont pu être humains à l'origine), dont le sang est répandu sur l'autel, le bâtiment et les participants.
- un banquet où l'on consommait la viande des animaux sacrifiés cuite, et où l'on portait des toasts  de bière ou d'hydromel aux dieux (Odin, Njörd, Freyr et Bragi), au roi, et surtout aux parents morts (drekka minni : boire à la mémoire de).
- on consultait les augures de diverses façons : à travers une source ou une cascade, en jetant des rameaux trempés dans le sang sacrificiel (hlautteinar) sur un linge blanc.
- « le quatrième et dernier temps du blót consistait à faire des vœux ou à s'engager par serment solennel à accomplir de hauts faits : c'est la pratique du heitsstrenging, où le paroxysme de la tension se double de l'ivresse du banquet pour exalter au maximum la force vive de l'homme en communion avec la divinité »[31]

Il y a, avec les puissances naturelles et les dieux, un rapport de « donnant donnant ».

### Legoði
Le chef de famille ou du clan procède aux cérémonies, naissances, mariages, décès... et fait office de goði, sorte de « prêtre temporaire ». Certains de ces godis se muèrent en prêtres officiels chrétiens, surtout en Islande.

## Cultes

### Destin
Les Vikings n’ont pas une conception d'un destin immuable. Quels que soient les projets de leurs dieux, les anciens scandinaves et germains demeurent libres et croient en leur capacité d’infléchir leurs dieux et de forcer le destin pour le modifier, car ils croient à la chance (gaefa), à leurs talents, à leur force et volonté, à leur capacité de réussite, et aussi à l’appui de leurs ancêtres: ce qu’ils nomment « eiginn mattr ok megin »,,. Pragmatiques, ils ne sont en aucun cas des fatalistes subissant un destin. Ce sont avant tout des combattants et des hommes libres qui décident de leur sort au risque de déplaire aux dieux. Ils croient à la magie ou plutôt au sentiment de la présence constante du surnaturel et à la divination pour percer les projets de leurs ennemis, des dieux et des forces tutélaires, afin de changer le cours des évènements, et d’anticiper sur le destin, donc de le modifier, car rien n’est écrit définitivement. 
Ils sollicitent les forces, les dieux et leurs ancêtres qui leur répondent dans leurs songes "mik dreymdi, at Freyja" (exemple : Freyja m’a rêvé que...).
Il n’y a pas de destin que leur volonté ou l’aide de leurs dieux ou de leurs ancêtres ne puisse modifier, car les Scandinaves étaient des hommes d’actions prisant les valeurs d’action, et on leur fait tort en les accablant de pratiques et de concepts dont, sans aucun doute, ils eussent été fort empêchés.

### Irréligion et scepticisme?
La formule de Gauka-Thorir : « Nous autres camarades n’avons pas d’autre croyance qu’en nous-mêmes et en notre force et capacité de victoire, et cela nous suffit amplement » (Gauka-Thorir, chapitre CCI Olafs saga hins Helga) se retrouve dans d’autres textes. Pour François-Xavier Dillmann : « cette locution est le plus souvent utilisée dans les textes norrois au sujet de personnages qui sont réputés avoir délaissé le culte des dieux ancestraux et qui, par conséquent, se situaient en dehors du cadre habituel de l’ancienne société scandinave »
« On a longtemps cru que les Scandinaves, dans les siècles qui précédèrent la conversion au christianisme — VIIIe et IXe siècles —, avaient atteint une sorte d'irréligion, de scepticisme ou d'indifférence [...] Cela tenait à une phrase qui se rencontre souvent dans les textes : Hann blôtadi ekki, hann tradi à sinn eiginn màtt ok megin (Il ne sacrifiait pas aux dieux, il croyait en sa propre force et capacité de chance). Il y avait là, semble-t-il, une attitude fort inhabituelle au Moyen Âge où l'on avait voulu voir un trait exceptionnel, digne de peuplades que les "philosophes" du XVIIIe siècle français considéraient comme les régénératrices de l'Occident. Les recherches récentes de savants suédois, Folke Ström et Henrik Ljungberg en particulier, ont établi qu'une telle interprétation ne reposait sur rien. » «  Elle soulignait au contraire la participation au sacré qui justifiait qu’un homme se sentît fondé à dépasser les dieux anecdotiques, si l’on peut dire, et à ne croire qu’en lui-même, c’est-à-dire en sa propre capacité de chance et de réussite puisque celles-ci lui venaient des puissances divines. En conséquence, la formule dont nous sommes partis, loin d’être une profession de scepticisme, était un acte d’adoration implicite ! ».

## Section à recycler
Les anciens Scandinaves et Germains ont une totale liberté de pensée et de croyance.

### Place des femmes
Les femmes vikings tenaient un rôle très important. On rencontre dans les textes un nombre élevé de déesses et de créatures surnaturelles féminines (nornes, valkyries, Dises, Haminjur...). Il est possible qu’il s’agisse de résurgences du culte ancestral de la Grande Déesse Mère qui, à la période viking, prend le nom de Fri, Fiia, Frea, Freyja (bien-aimée) (elle est la douce chaleur du soleil). Elle est la déesse de la vie mais aussi de la mort qui accueille la moitié des guerriers, d’où l’une de ses hypostases : Hel (helja : accueillir, cacher), elle est aussi la déesse guerrière, mais il est également possible qu’il s’agisse de l’influence, dans les textes écrits par les clercs, du développement à partir du XIIe siècle du culte chrétien de la Vierge Marie sous l’impulsion de Bernard de Clairvaux.

### Place des animaux
La plupart des dieux et déesses ont leurs animaux, et ces derniers possèdent un statut particulier dans les croyances.

#### Boucs
Thor a deux boucs qui tirent son char Tanngrisnir et Tanngnjóstr (Dents grinçantes et Dents étincelantes). Il lui est arrivé d’être contraint de les manger, mais il prit soin de conserver les os pour les ressusciter.

#### Chats
« Tendresse » et « Amour maternel » sont les chats de Freyja. Ils sont ailés, de grande taille, et ils tirent son char.

#### Cheval
L’importance du cheval dans les textes fondateurs et les sagas mythologiques semble refléter la grande valeur qu’il possédait, comme l’attestent également les rituels liés à son sacrifice et à la consommation de sa viande, qui sont censés apporter protection et fertilité tandis que ses ossements sont utilisés comme instruments de magie noire dans les sagas. La lutte contre les traditions et les rituels comme la consommation de viande de cheval fut un élément capital dans la christianisation des régions qui pratiquaient historiquement la religion nordique, comme la Germanie et l’Islande. Parmi les chevaux célébrés par les textes fondateurs figurent celui d’Odin, Sleipnir, qui possède huit jambes et peut voler.

#### Chiens
Les chiens bénéficient d’une grande estime comme animaux de compagnie ou de travail. Il est fréquent de retrouver ces compagnons dans des tombes, enterrés aux côtés de leurs maîtres. Le chien qui garde le royaume des morts se nomme Garmr ou Garm.

#### Corbeau
Hugin (la pensée) et Munin (la mémoire) sont deux corbeaux, messagers d’Odin, qui parcourent le monde et viennent murmurer à leur maître ce qu’ils ont vu et entendu.

#### Loup
Dans l’ancienne Germanie, comme chez les Gaulois, les guerriers se nourrissaient de loups pour acquérir ses qualités que sont la force, la rapidité et l’endurance. Ce rituel permettait de donner du courage aux combattants en les plaçant sous la protection des loups. Les Winnilis, nom d’un peuple de Germains signifie "les loups". Ils ne s’appelaient donc pas hommes mais loups. On retrouve le loup dans les textes fondateurs, où Odin possède les deux loups Geri et Freki (Vorace et violent), ainsi que le gigantesque loup Fenrir (« habitant des marais ») né de l’union de Loki avec la géante Gerbauda.

#### Ours
L’ours possède une place très importante dans l’histoire des peuples germaniques et scandinaves à l’époque du paganisme nordique. Il est admiré et vénéré pour sa force, son courage et son invincibilité. Considéré comme le roi des animaux, il était l’attribut des puissants et l’objet de rituels ayant pour but de s’approprier ses pouvoirs. Il était également l’attribut des berserkir. Il était d’usage d’offrir un ourson aux rois. Ingimund l’ancien offrit un ours polaire au roi de Norvège vers l’an 900. Isleif, le premier évêque d’Islande, en offrit un à l’empereur d’Allemagne vers l’an 1050. Un conte en vieux norrois a pour titre « Auðunn et l’ours » (Auðunar þáttr vestfirzka).

#### Sanglier
Sæhrímnir est le sanglier consommé chaque nuit par les Einherjar dans la Valhöll. Il est ramené à la vie afin de servir à nouveau de repas le jour suivant. Hildisvíni (sanglier de la bataille) est la monture de Freyja lorsqu’elle n’est pas sur son char tiré par ses deux chats. Freyr possède également un verrat Gullinbursti (aux soies d’or) ou Slidrugtanni (aux défenses redoutables). Il court plus vite que n’importe quel cheval, de jour comme de nuit, dans les airs et sur la mer et ses soies illuminent la nuit la plus sombre.

## Christianisation
La compréhension du processus de christianisation repose d'une part sur les textes chrétiens tardifs comme ceux de Snorri Sturluson, d'une autre sur les recherches archéologiques modernes et leur interprétation. Dans les premiers, les textes chrétiens accentuent l'archétype du barbare violent et décrivent une christianisation par la force semblable à une guerre de religion, notamment en Norvège où le conflit dura plus d'un siècle. La détermination de certains missionnaires pour répandre leur foi en Scandinavie et en Germanie, est allée parfois jusqu’à détruire des stèles au prix de leur vie. 
 	
Les premières tentatives de christianisation militaire remontent au VIIIe siècle, lors de la guerre contre les Saxons par Charlemagne. L’émoi et le traumatisme des massacres qui en découlent se seraient fait ressentir dans toute la Scandinavie. Des historiens et spécialistes pensent que ce fut l’une des raisons qui provoqua les raids vikings, pour se venger de la christianisation forcée,,.  
Par contre, selon  Régis Boyer, la christianisation se fait sans guerre ni violences, soulignant que les chroniqueurs médiévaux imitent le style présent dans les hagiographies de l'époque. 
Lucie Malbos indique quant à elle que si les premières tentatives carolingiennes relèvent d'abord de méthodes violentes, puis de tentatives d'infiltration politique comme avec le baptême d'Harald Klak, la christianisation s'effectue par lente accommodation en suivant les voies commerciales. Les grands ports scandinaves sont les premiers à accueillir des communautés chrétiennes qui vivent en marge de la ville et dans une certaine précarité. Les missionnaires s'appuient ensuite sur les femmes et les esclaves pour soutenir la diffusion du christianisme.  Par effet de syncrétisme et de circulation des idées, une période de transition et de mélange culturel s'instaure progressivement. La dernière étape de la christianisation passe par les autorités royales qui s'appuient sur cette religion pour réduire les pouvoirs cultuels des chefs locaux et améliorer leur légitimité.
La conversion des Scandinaves et des Germains s’est effectuée plus ou moins violemment, sur plus de quatre siècles.

### Explication évhémériste des mythes païens
L’Église a tâché de ravaler les anciens dieux au rang de démons. Snorri et Saxo Grammaticus s’efforcent de reconstituer un panthéon organisé autour de quelques grands dieux en se contredisant souvent et parfois gravement, et proposent une explication évhémériste des dieux païens : dans les prologues de son Edda et de la Heimskringla, Snorri « nous explique que les dieux ne sont que des hommes d’autrefois, des magiciens de préférence, qui ont été progressivement divinisés, Saxo Grammaticus ne dira rien d’autre, lui aussi ». Cette explication se retrouve dans d’autres textes comme la Saga des Troyens, mêlant l’origine pseudo-étymologique des Ases en Asie, au mythe des origines troyennes des peuples scandinaves (Troie étant en Asie mineure).

## Néopaganisme
La foi scandinave, nommée par certains Ásatrú ou parfois Odinisme, a été reconstituée avec plus ou moins de succès, et certains pays acceptent désormais de la compter parmi les religions officielles. C’est le cas de l’Islande, la Norvège, la Suède, le Danemark ou l'Espagne.